# 発掘調査

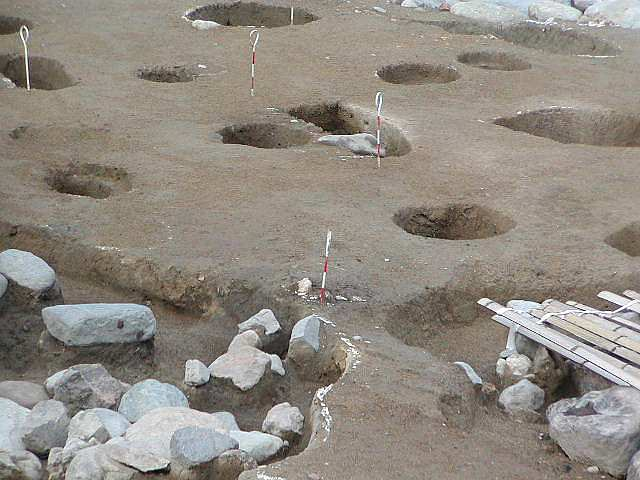
調査中の九谷A遺跡（考古学調査）

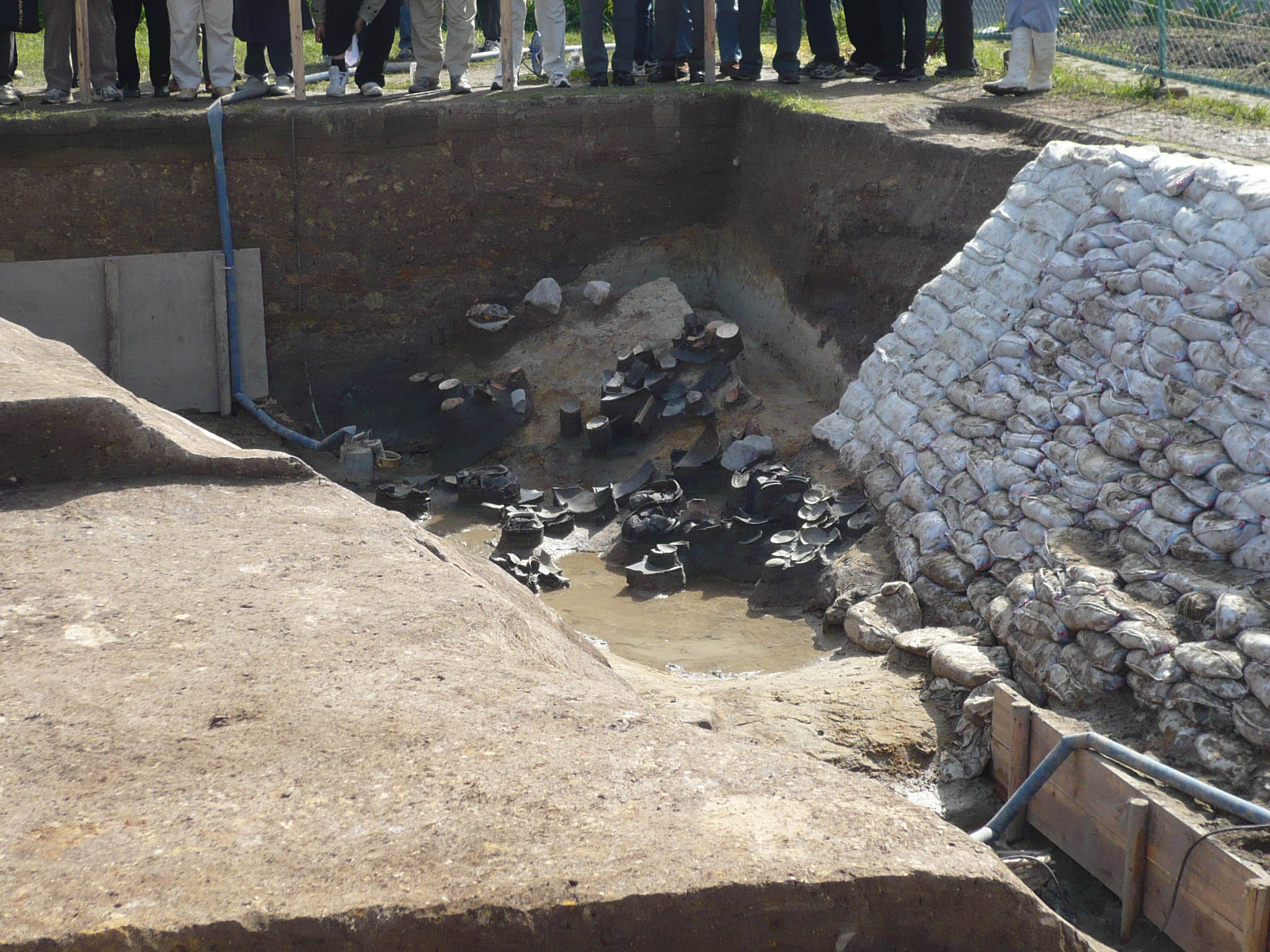
筒井城の発掘説明会

発掘調査（はっくつちょうさ、英語: excavation）とは、地中に埋没した学術的資料を調査・研究するため、地面や岩盤への掘削を行う学術調査手法の1つ。考古学では過去人類の活動痕跡=遺跡（埋蔵文化財）を検出するため遺跡のある土地の土層を掘削し、古生物学および地質学では化石を探す等の目的で特定の地層を掘削する調査のことをいう。

## 考古学における発掘調査

岩宿遺跡にて旧石器時代の遺物を発見した考古学者・相沢忠洋（群馬県みどり市）

### 狭義の発掘調査
狭義には、考古学における遺跡（法律用語では埋蔵文化財包蔵地）調査のうち、調査区内の遺物包含層を掘り下げて遺構面を検出し、遺構覆土の掘削と遺物検出を行い、それらの検出状況・出土状況を実測図や写真などの記録資料としてまとめ、遺物を取り上げる調査を指す。

### 広義の発掘調査
広義には、地表面からは確認できない遺構の所在を確認するための試掘調査（しくつちょうさ、trial excavations）や遺構の性格の概要までを把握する確認調査（かくにんちょうさ）を含む遺跡の調査総体をいう。トレンチ（試掘坑、trial trench）とよばれる溝を、通常幅1m～2mくらいの任意の幅で、交差する二方向ないし平行に掘っていき、それによって遺構の広がりの確認を行い、10mの方眼（グリッド）を調査区全体に設定して、一定の間隔で短いトレンチを入れたり、2mの方眼を一区おきに表土をはがして、遺構の有無を確認する場合もある。
遺跡の有無を広域に渡って把握するための踏査を行って、遺物の表面採集を行うものを一般調査（general survey、遺跡分布調査、単に分布調査ともいう。）といい、遺構や遺跡の有無を確認するために、1地点をスコップで掘り下げたり、ボーリング棒（検土杖）を突き刺すことがあるが、主として地表面から確認できる範囲で遺跡の所在を確認することが主体の調査であって、通常は発掘調査のカテゴリーには含まれない。森林の伐採や考古学的知見の増加といった客観的ないし主観的な条件が変化したことによって調査成果が大きく変わる可能性があり、水田遺跡などは遺物をほとんど伴わないので検出は一般に困難をともなう。しかし、古墳や中世城館、窯跡、集落遺跡などは、全体の状況を把握するうえで分布調査は欠かせない。
古墳や寺院跡、山城などについては、現状の測量だけでも形状や規模がある程度確認できるものについては、実測調査を行う必要がある。前方後円墳などは、これだけでも編年や地域色、設計企画などといった研究に資するところが大きい。

### 学術調査と土地開発行為にともなう調査（緊急調査）

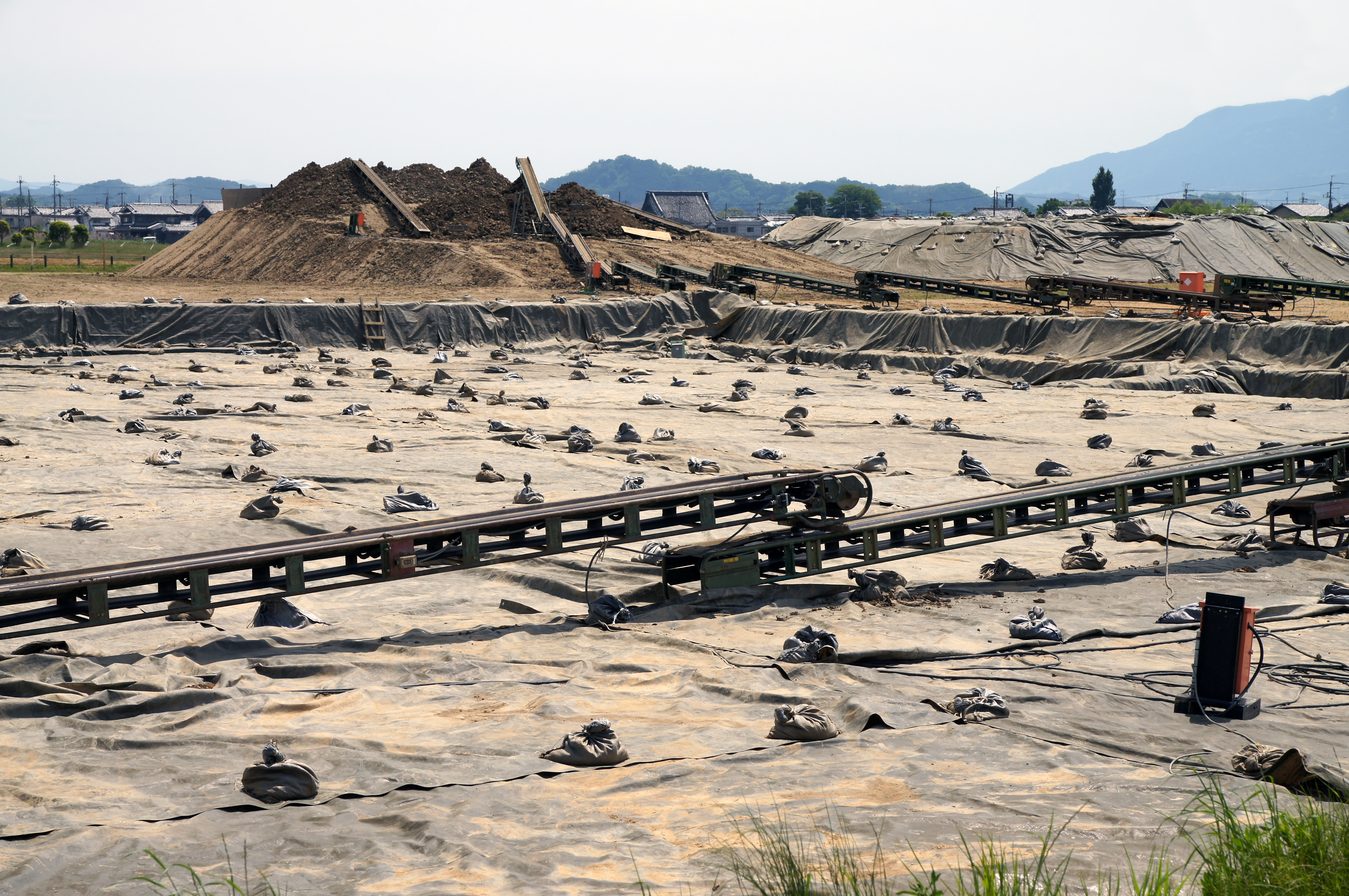
特別史跡藤原宮跡の発掘調査現場

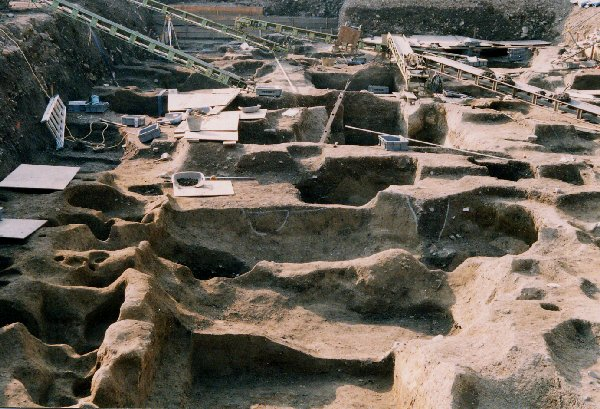
土地開発行為にともなう京都市内の調査（江戸時代の層の下に秀吉時代の盛土層、室町、平安、古墳、弥生などの文化層がつづく）

平城宮跡や藤原宮跡など、範囲が判明し、その重要性が指摘されている遺跡は、特別史跡や史跡などの文化財指定がなされ、学術調査がなされる。学術調査は、通常、年度をまたぐ調査計画が立てられ、計画にもとづき、遺跡保存を前提にして行われる調査である。その多くは公有化が進められ、研究成果にもとづき往時の姿に復元される。遺構や遺物には保存の措置が講じられ、史跡公園などとして国民にひろく公開されることが多い。
いっぽう、建築物を建てる際や道路、鉄道などを通す際の土地の再利用の際に破壊が予測される遺跡を記録保存するために地方公共団体、財団法人の埋蔵文化財調査事業団もしくは埋蔵文化財センター、地方公共団体が大学教授などに依頼して組織された発掘調査団、遺跡調査会などを行う発掘調査を特に緊急発掘調査（あるいは単に緊急調査）と呼ぶことがある。学術目的の調査は、予算・期間・組織的な制約もあって小規模なものであったが、各種開発工事にともなう発掘調査は、場合によっては数万平方メートルにおよぶ大規模なものも稀ではなく、おびただしい数の考古資料が検出されたので、いきおい考古学のあり方そのものを変質させたし、調査方法や調査体制も変化した。
埋蔵文化財包蔵地でなくても工事中に偶然遺跡が発見される（不時発見）ことがしばしばあるが、多くは発掘調査終了後に記録として保存されるのみで遺跡は破壊される場合が多い。しかしその中でも本来の計画を変更し、歴史公園などとして保存する例もある。そういった例では、工業団地造成のための発掘調査で大規模な集落跡が見つかった佐賀県の吉野ヶ里遺跡が特に有名である。同様に、青森市の三内丸山遺跡は野球場建設、大阪府藤井寺市のはさみ山遺跡（梨田地点）は住宅建設に伴う調査で、いずれも保護措置（現状保存）がとられた。
なお、団地造成により発掘調査が行われたあ遺跡には、鳥取県米子市の青木遺跡や福市遺跡、青森県八戸市の長七谷地貝塚、茨城県つくば市の平沢官衙遺跡、岩手県一戸町の御所野遺跡、岡山県倉敷市の楯築遺跡ほかがあり、枚挙にいとまがない。これらは史跡などに指定され、保存と活用が図られている遺跡である。
一方で、2008年に古市古墳群内で新たに、前方後円墳が発見されたにもかかわらず、開発業者によって破壊されてしまった例がある。

### 調査区の設定
分布調査や試掘調査から得られた資料をもとにして調査目的に沿った調査区が設定される。かつては、任意の基準点を設けて調査区を設定することがあり、そのため、現在ではその所在や広がりのわからなくなってしまった遺跡があるが、今日では国家座標を用いるため、そうした問題は解消した。
調査区は方形のマス（方眼）を用いて区分する方法が一般的に採用されており、これをグリッド法と呼んでいる。

### 発掘調査に用いる道具・機材

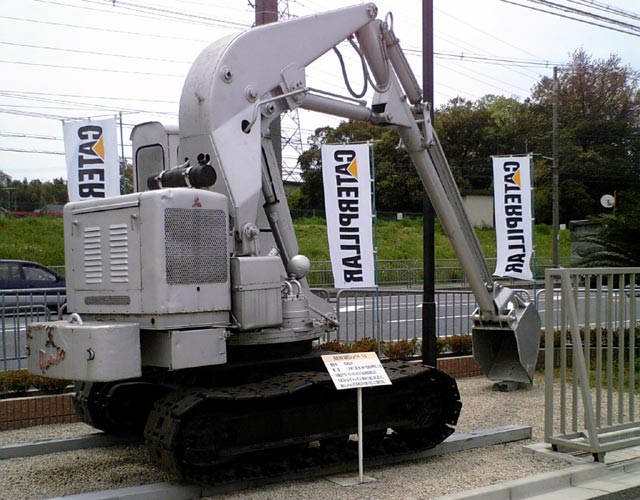
油圧ショベル（ユンボ）

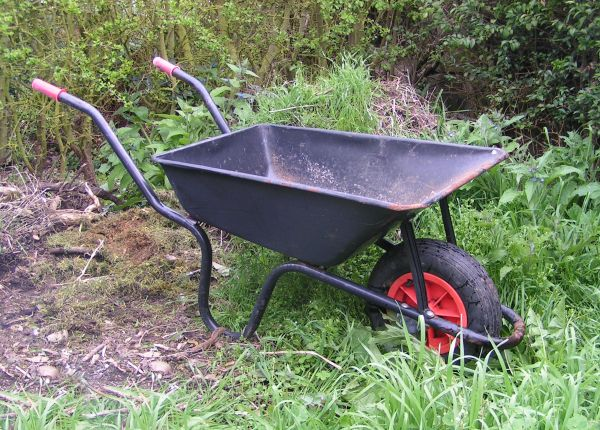
手押し車

今日では表土の掘り下げのため、遺構確認面のすぐ上まで油圧ショベルを用いることが多くなった。そののち、スコップや鍬で遺構確認面まで掘り下げ、鋤簾（ジョレン）を用いて遺構面を明らかにしたうえで精査する（以降検出）。細かい部分は片手用の移植ベラや片手ネジリ鎌を用いるが、遺構や遺物を傷つけないため、とくに記録が必要な箇所の周囲は竹ベラや刷毛（ハケ）、竹串などもそれぞれのケースに応じて用いる。
実測のために杭、ピンポール、フリーポールその他の基準となる地点をつくる道具、メジャー、巻尺、バカボー（スタッフ棒）、コンベックスなどの実測具が必要で、こんにちではトータルステーションと呼ばれる光波機械も多用されるようになっている。

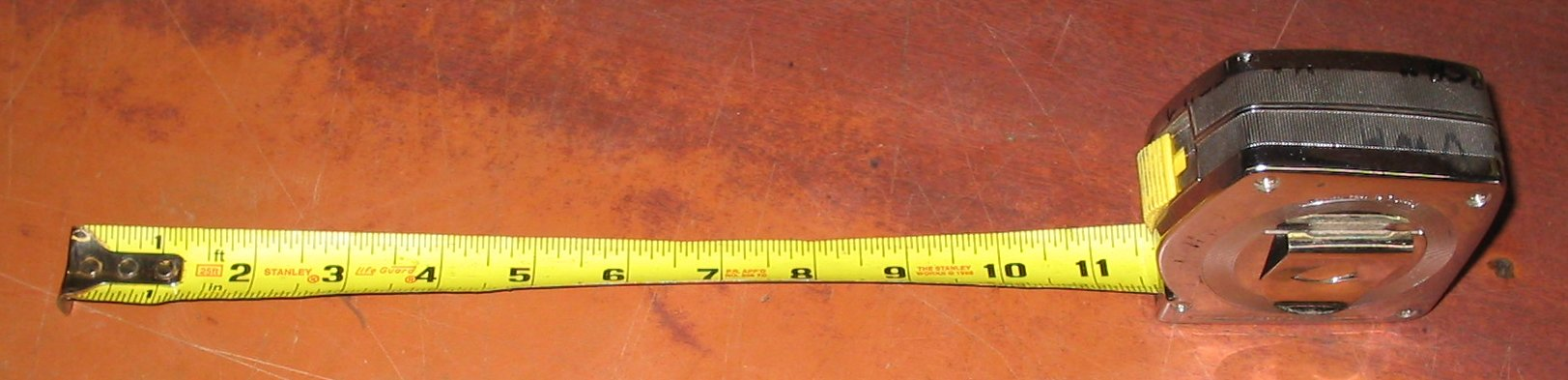
コンベックス

実測図作製の媒体となる方眼紙やメモ用の野帳（スケッチブック）などは、発掘調査用は風雨に耐えるよう工夫されている。覆土などの土層註記のため、全国統一の規格としての標準土色帖がある。カメラやフィルムなど撮影機材も必要である。遺物の取り上げのためには、大小のポリ袋と出土地点を記すための荷札その他が用いられる。また、遺構を風雨や乾燥から保護するためのブルーシート、小物を入れるための買い物カゴ、掘り上げた土を調査の邪魔にならない地点まで運ぶ手押し車（一輪車）やベルトコンベアなど、発掘現場では多種多様な道具・機材が用いられる。

### 整理作業と発掘調査報告書
発掘で得られた図面や遺物は、遺跡調査団体の作業室に送られ「整理作業」が行われる。整理作業では、遺物の実測図作成や写真撮影、遺構図面作成等を行う。同時に、遺跡概要や調査経緯・考察を述べる本文執筆が行われる。出来上がった本文・図面・写真図版などを編集し、発掘調査報告書として発行する。報告書の発行をもって発掘調査は完結するのである。
発掘調査報告書は文化庁により「現状で保存できなかった埋蔵文化財に代わって後世に残る公的性格をもった重要な存在」と位置付けられており、各地の公立図書館や大学付属図書館、博物館などに所蔵されており、閲覧することができる。奈良文化財研究所（奈文研）の運営する機関リポジトリである全国遺跡報告総覧でも閲覧できる。
なお奈文研は、2021年（令和3年）4月26日より、全国遺跡報告総覧に登録された刊行物（発掘調査報告書・博物館展示会図録など）・動画・論文などの各種コンテンツを、ウィキペディアの出典情報として正確に、かつ書式に従い効率よく引用出来るようにするため、引用時にコンテンツ表記を自動表示するアイコンを開設した。これによりウィキペディアの、主に遺跡や考古学に関する事項を編集するユーザーは、執筆においては発掘調査報告書を参照し、また出典として引用したい場合、書誌情報を迅速にコピー・アンド・ペースト出来るようになった。

### 遺跡発掘調査に必要なこと
遺跡の構造を解明していくためには、分布調査や実測調査のみでは不十分であり、発掘調査という方法を用いることなしに考古資料にふくまれる情報を十分にとりだすことは困難である。発掘調査には、分布調査・実測調査以上に豊富な技術・知識・経験が求められ、十分な経費や調査計画、調査組織も必要である。遺跡は、一度掘ってしまうと、遺構の形状や切り合い関係、共伴関係、あるいは遺物の出土状況、層位といった一切が二度と元には戻らない。慎重さを欠いた調査は、遺跡の「破壊」にほかならないのである。

## 古生物学における発掘調査

### 化石採集のための服装と採集用具
汚れても構わない丈夫な服が必要なこと、怪我や虫さされ防止のため夏でも長袖着用なことは、考古学調査の場合と同じである。上着にポケットがたくさんあると、小さい化石やルーペを入れたりできて便利である。採集用具としては、ハンマー、タガネが必需品である。使用するハンマーは、鎚の部分と柄が一体で一方が角面、他方が平刃となったチゼル型と他方が尖っているピック型がある。タガネには平刃のものと尖ったものがある。観察用にルーペが必要である。取り上げた資料を袋にそのまま入れると化石どうしが擦れ合うので新聞紙などで包む。地形図や磁石、野帳、撮影機材も記録保存のために必携である。

## 発掘調査における諸問題

### 虚偽の補助金請求
2005年度から2010年度までの6年間に、各都道府県や市町村が文化庁から補助金を受けて行った遺跡発掘調査事業のうち、29の事業について、調査報告書が未作成であるにもかかわらず「作成した」と虚偽の報告を行ったり、発掘に携わった人員に対する人件費の水増し請求などを行っていたことが判明し、文化庁は事業を実施した自治体に対し、補助金の返還を求める事態となった。

### 住民による発掘調査の妨害
1997年、大韓民国ソウル特別市でアパートの工事現場から、初期百済時代の竪穴建物や風納土城の百済王宮とみられる遺構が見つかった。2000年に風納洞197番地で発掘調査が行われたが、アパートに住む予定の住民が発掘調査の中止と工事の即時再開を求めて抗議活動を行い、警官隊が投入された。2006年にも、地元住民が「生存権の保障」を求めて発掘調査中止の抗議活動を行い、調査担当者を4時間以上にわたり現場事務所に監禁し、警官隊によって排除された。この抗議活動で、調査担当者は入院を余儀なくされた。

## 発掘風景画像

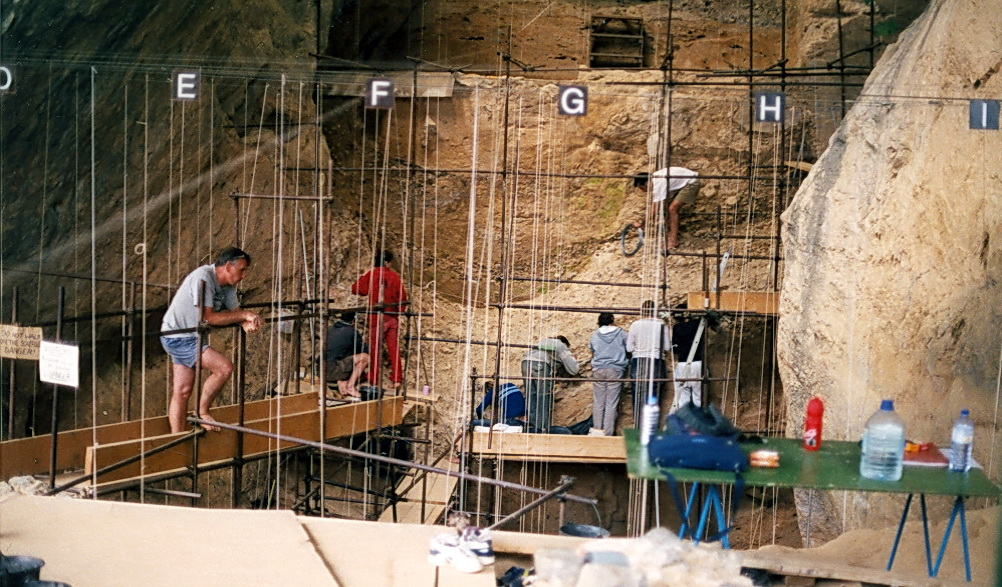
アラゴ渓谷（フランス）での化石人骨発掘調査風景
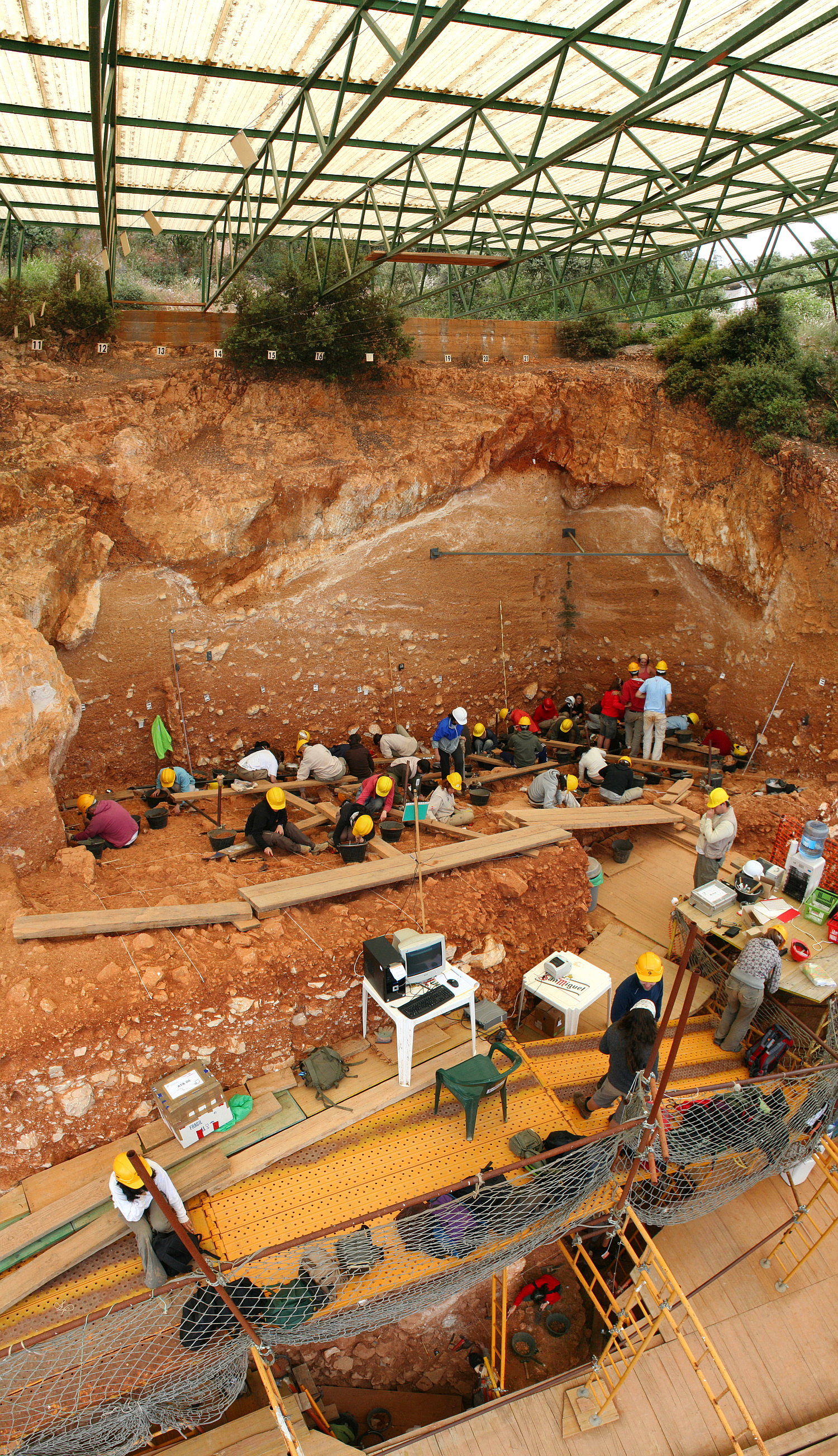
アタプエルカ（スペイン）の考古学発掘風景
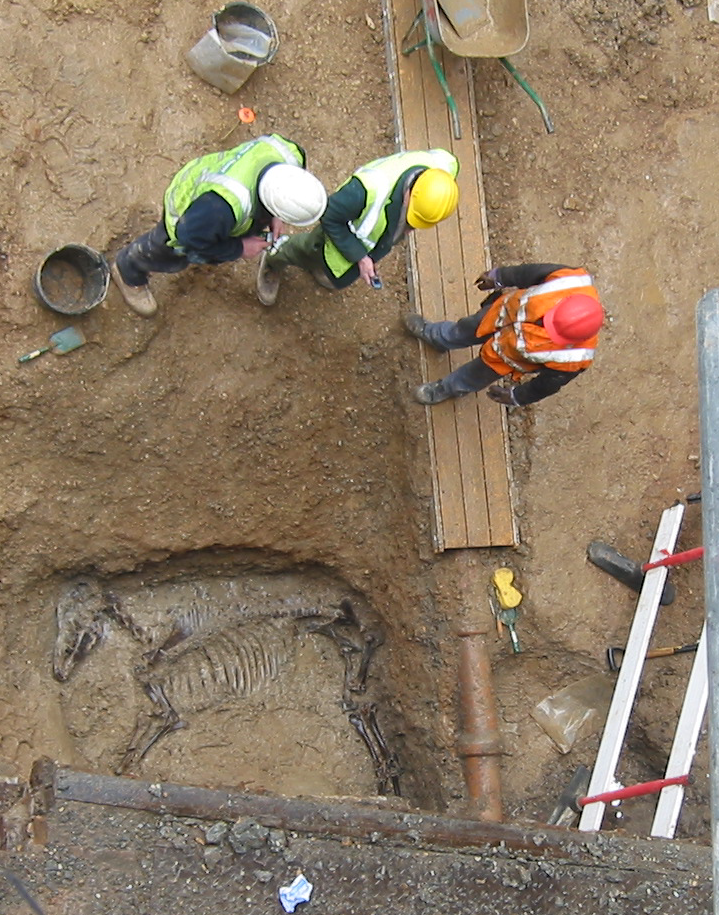
ロンドンで発見されたローマ時代の馬の骨
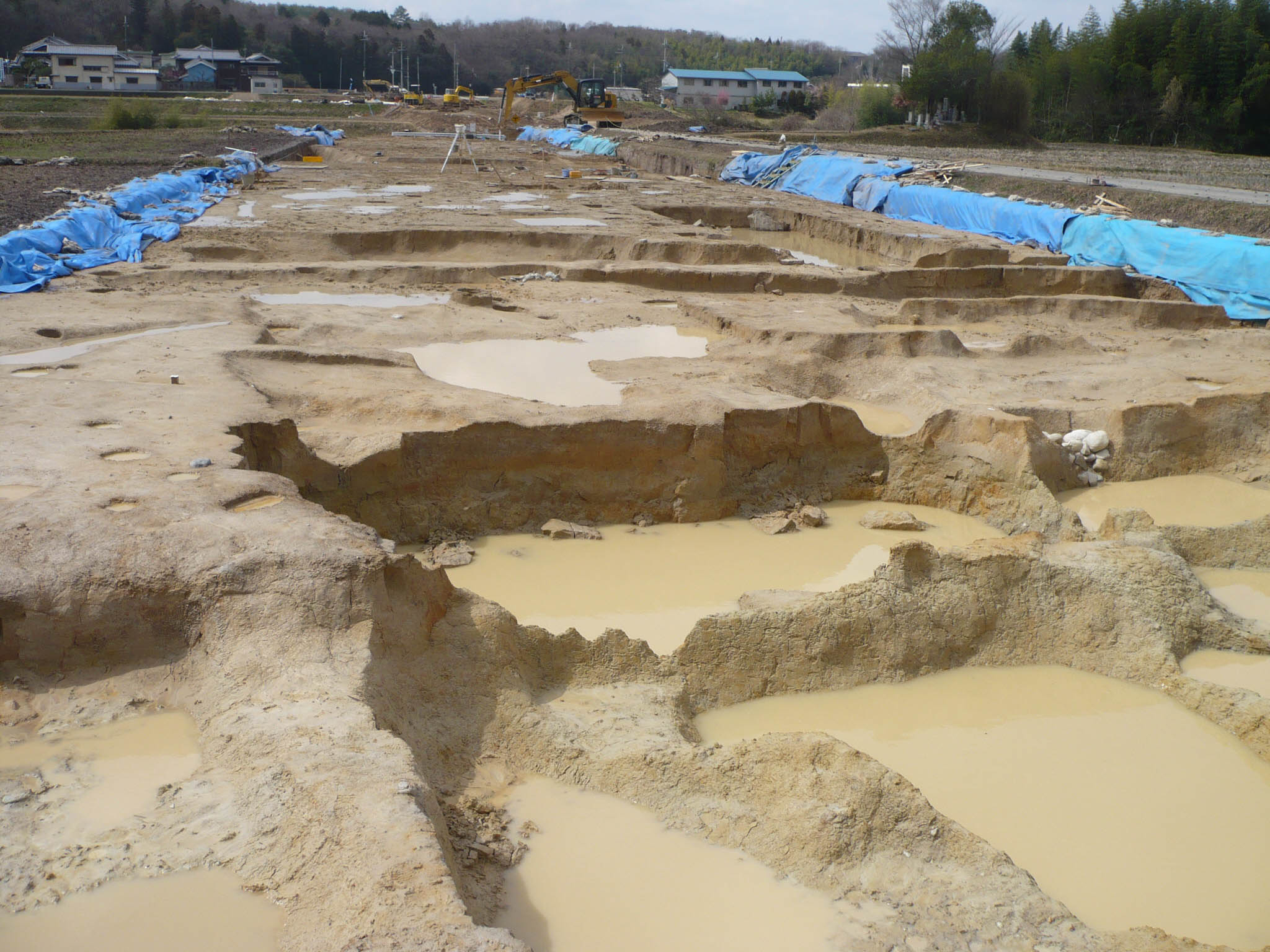
豊地城（兵庫県）の発掘現場